# Biathlon-Europacup 2002/03
Der Biathlon-Europacup 2002/03 wurde als Unterbau zum Biathlon-Weltcup 2002/03 veranstaltet. Startberechtigt waren Starter und Starterinnen aller Kontinente.

## Ergebnisse Frauenwettbewerbe
| 1. Europacup in Ål, 29. November 2002 - 1. Dezember 2002 | 1. Europacup in Ål, 29. November 2002 - 1. Dezember 2002 | 1. Europacup in Ål, 29. November 2002 - 1. Dezember 2002 | 1. Europacup in Ål, 29. November 2002 - 1. Dezember 2002 | 1. Europacup in Ål, 29. November 2002 - 1. Dezember 2002 |
| -------------------------------------------------------- | -------------------------------------------------------- | -------------------------------------------------------- | -------------------------------------------------------- | -------------------------------------------------------- |
| Datum                                                    | Disziplin                                                | Erster Platz                                             | Zweiter Platz                                            | Dritter Platz                                            |
| . Dezember 2002 (Sa.)                                    | Einzel (15 km)                                           | Jori Mørkve                                              | Ann Helen Grande                                         | Liv-Kjersti Eikeland                                     |
| . Dezember 2002 (So.)                                    | Sprint (7,5 km)                                          | Ann Helen Grande                                         | Olena Petrowa                                            | Teja Gregorin                                            |

| 2. Europacup in Windischgarsten, 5. Dezember 2002 - 8. Dezember 2002 | 2. Europacup in Windischgarsten, 5. Dezember 2002 - 8. Dezember 2002 | 2. Europacup in Windischgarsten, 5. Dezember 2002 - 8. Dezember 2002 | 2. Europacup in Windischgarsten, 5. Dezember 2002 - 8. Dezember 2002 | 2. Europacup in Windischgarsten, 5. Dezember 2002 - 8. Dezember 2002 |
| -------------------------------------------------------------------- | -------------------------------------------------------------------- | -------------------------------------------------------------------- | -------------------------------------------------------------------- | -------------------------------------------------------------------- |
| Datum                                                                | Disziplin                                                            | Erster Platz                                                         | Zweiter Platz                                                        | Dritter Platz                                                        |
| . Dezember 2002 (.)                                                  | Sprint (7,5 km)                                                      | Florence Baverel-Robert                                              | Liv-Kjersti Eikeland                                                 | Ann Helen Grande                                                     |
| . Dezember 2002 (.)                                                  | Verfolgung (10 km)                                                   | Florence Baverel-Robert                                              | Olga Anissimowa                                                      | Liv-Kjersti Eikeland                                                 |

| 3. Europacup in Obertilliach, 12. Dezember 2002 - 15. Dezember 2002 | 3. Europacup in Obertilliach, 12. Dezember 2002 - 15. Dezember 2002 | 3. Europacup in Obertilliach, 12. Dezember 2002 - 15. Dezember 2002 | 3. Europacup in Obertilliach, 12. Dezember 2002 - 15. Dezember 2002 | 3. Europacup in Obertilliach, 12. Dezember 2002 - 15. Dezember 2002 |
| ------------------------------------------------------------------- | ------------------------------------------------------------------- | ------------------------------------------------------------------- | ------------------------------------------------------------------- | ------------------------------------------------------------------- |
| Datum                                                               | Disziplin                                                           | Erster Platz                                                        | Zweiter Platz                                                       | Dritter Platz                                                       |
| . Dezember 2003 (.)                                                 | Einzel (15 km)                                                      | Florence Baverel-Robert                                             | Jori Mørkve                                                         | Ann Helen Grande                                                    |
| . Dezember 2003 (.)                                                 | Sprint (7,5 km)                                                     | Olga Anissimowa                                                     | Florence Baverel-Robert                                             | Olesja Fedossejewa                                                  |

| 4. Europacup in Forni Avoltri, 11. Januar 2003 - 13. Januar 2003 | 4. Europacup in Forni Avoltri, 11. Januar 2003 - 13. Januar 2003 | 4. Europacup in Forni Avoltri, 11. Januar 2003 - 13. Januar 2003 | 4. Europacup in Forni Avoltri, 11. Januar 2003 - 13. Januar 2003 | 4. Europacup in Forni Avoltri, 11. Januar 2003 - 13. Januar 2003 |
| ---------------------------------------------------------------- | ---------------------------------------------------------------- | ---------------------------------------------------------------- | ---------------------------------------------------------------- | ---------------------------------------------------------------- |
| Datum                                                            | Disziplin                                                        | Erster Platz                                                     | Zweiter Platz                                                    | Dritter Platz                                                    |
| . Januar 2003 (.)                                                | Sprint (7,5 km)                                                  | Anna Sprung                                                      | Ann Helen Grande                                                 | Jori Mørkve                                                      |
| . Januar 2003 (.)                                                | Verfolgung (10 km)                                               | Ann Helen Grande                                                 | Anna Sprung                                                      | Jori Mørkve                                                      |

| 5. Europacup in Ridnaun, 13. Januar 2003 - 16. Januar 2003 | 5. Europacup in Ridnaun, 13. Januar 2003 - 16. Januar 2003 | 5. Europacup in Ridnaun, 13. Januar 2003 - 16. Januar 2003 | 5. Europacup in Ridnaun, 13. Januar 2003 - 16. Januar 2003 | 5. Europacup in Ridnaun, 13. Januar 2003 - 16. Januar 2003 |
| ---------------------------------------------------------- | ---------------------------------------------------------- | ---------------------------------------------------------- | ---------------------------------------------------------- | ---------------------------------------------------------- |
| Datum                                                      | Disziplin                                                  | Erster Platz                                               | Zweiter Platz                                              | Dritter Platz                                              |
| 15. Januar 2003 (Mi.)                                      | Einzel (15 km)                                             | Sandra Keith                                               | Rachel Steer                                               | Ann Helen Grande                                           |
| . Januar 2003 (.)                                          | Sprint (7,5 km)                                            | Hege Nilssen                                               | Liv-Kjersti Eikeland                                       | Ann Helen Grande                                           |

| 6. Europacup in Méribel, 6. Februar 2003 - 9. Februar 2003 | 6. Europacup in Méribel, 6. Februar 2003 - 9. Februar 2003 | 6. Europacup in Méribel, 6. Februar 2003 - 9. Februar 2003 | 6. Europacup in Méribel, 6. Februar 2003 - 9. Februar 2003 | 6. Europacup in Méribel, 6. Februar 2003 - 9. Februar 2003 |
| ---------------------------------------------------------- | ---------------------------------------------------------- | ---------------------------------------------------------- | ---------------------------------------------------------- | ---------------------------------------------------------- |
| Datum                                                      | Disziplin                                                  | Erster Platz                                               | Zweiter Platz                                              | Dritter Platz                                              |
| . Februar 2003 (.)                                         | Einzel (15 km)                                             | Anne-Laure Mignerey                                        | Leda Abati                                                 | Teja Gregorin                                              |
| . Februar 2003 (.)                                         | Sprint (7,5 km)                                            | Christelle Gros                                            | Teja Gregorin                                              | Pauline Jacquin                                            |

| 7. Europacup in Gurnigel, 12. Februar 2003 - 16. Februar 2003 | 7. Europacup in Gurnigel, 12. Februar 2003 - 16. Februar 2003 | 7. Europacup in Gurnigel, 12. Februar 2003 - 16. Februar 2003 | 7. Europacup in Gurnigel, 12. Februar 2003 - 16. Februar 2003 | 7. Europacup in Gurnigel, 12. Februar 2003 - 16. Februar 2003 |
| ------------------------------------------------------------- | ------------------------------------------------------------- | ------------------------------------------------------------- | ------------------------------------------------------------- | ------------------------------------------------------------- |
| Datum                                                         | Disziplin                                                     | Erster Platz                                                  | Zweiter Platz                                                 | Dritter Platz                                                 |
| . Februar 2003 (.)                                            | Sprint (7,5 km)                                               | Julie Carraz                                                  | Teja Gregorin                                                 | Anne-Laure Mignerey                                           |
| . Februar 2003 (.)                                            | Verfolgung (10 km)                                            | Julie Carraz                                                  | Anne-Laure Mignerey                                           | Teja Gregorin                                                 |

### Gesamtwertung
Nach 17 von 17 Rennen
| Platz | Sportler         | Land      | Punkte |
| ----- | ---------------- | --------- | ------ |
| 1     | Ann Helen Grande | Norwegen  |        |
| 2     | Teja Gregorin    | Slowenien |        |
| 3     | Leda Abati       | Italien   |        |

## Ergebnisse Männerwettbewerbe
| 1. Europacup in Ål, 29. November 2002 - 1. Dezember 2002 | 1. Europacup in Ål, 29. November 2002 - 1. Dezember 2002 | 1. Europacup in Ål, 29. November 2002 - 1. Dezember 2002 | 1. Europacup in Ål, 29. November 2002 - 1. Dezember 2002 | 1. Europacup in Ål, 29. November 2002 - 1. Dezember 2002 |
| -------------------------------------------------------- | -------------------------------------------------------- | -------------------------------------------------------- | -------------------------------------------------------- | -------------------------------------------------------- |
| Datum                                                    | Disziplin                                                | Erster Platz                                             | Zweiter Platz                                            | Dritter Platz                                            |
| . Dezember 2002 (Sa.)                                    | Einzel (20 km)                                           | Jon Per Nygård                                           | Tor Halvor Bjørnstad                                     | Halvard Hanevold                                         |
| . Dezember 2002 (So.)                                    | Sprint (10 km)                                           | Ruslan Lyssenko                                          | Egil Gjelland                                            | Andrij Derysemlja                                        |

| 2. Europacup in Windischgarsten, 5. Dezember 2002 - 8. Dezember 2002 | 2. Europacup in Windischgarsten, 5. Dezember 2002 - 8. Dezember 2002 | 2. Europacup in Windischgarsten, 5. Dezember 2002 - 8. Dezember 2002 | 2. Europacup in Windischgarsten, 5. Dezember 2002 - 8. Dezember 2002 | 2. Europacup in Windischgarsten, 5. Dezember 2002 - 8. Dezember 2002 |
| -------------------------------------------------------------------- | -------------------------------------------------------------------- | -------------------------------------------------------------------- | -------------------------------------------------------------------- | -------------------------------------------------------------------- |
| Datum                                                                | Disziplin                                                            | Erster Platz                                                         | Zweiter Platz                                                        | Dritter Platz                                                        |
| . Dezember 2002 (.)                                                  | Sprint (12,5 km)                                                     | Holger Schönthier                                                    | Lionel Grebot                                                        | Alexei Solowjow                                                      |
| . Dezember 2002 (.)                                                  | Verfolgung (12,5 km)                                                 | Holger Schönthier                                                    | Alexander Os                                                         | Wladimir Beresnew                                                    |

| 3. Europacup in Obertilliach, 12. Dezember 2002 - 15. Dezember 2002 | 3. Europacup in Obertilliach, 12. Dezember 2002 - 15. Dezember 2002 | 3. Europacup in Obertilliach, 12. Dezember 2002 - 15. Dezember 2002 | 3. Europacup in Obertilliach, 12. Dezember 2002 - 15. Dezember 2002 | 3. Europacup in Obertilliach, 12. Dezember 2002 - 15. Dezember 2002 |
| ------------------------------------------------------------------- | ------------------------------------------------------------------- | ------------------------------------------------------------------- | ------------------------------------------------------------------- | ------------------------------------------------------------------- |
| Datum                                                               | Disziplin                                                           | Erster Platz                                                        | Zweiter Platz                                                       | Dritter Platz                                                       |
| . Dezember 2002 (Sa.)                                               | Einzel (20 km)                                                      | Fritz Pinter                                                        | Hans-Peter Foidl                                                    | Alexandre Aubert                                                    |
| . Dezember 2002 (So.)                                               | Sprint (10 km)                                                      | Alexei Solowjow                                                     | Wladimir Beresnew                                                   | Jewgeni Trebuschenko                                                |

| 4. Europacup in Forni Avoltri, 11. Januar 2003 - 13. Januar 2003 | 4. Europacup in Forni Avoltri, 11. Januar 2003 - 13. Januar 2003 | 4. Europacup in Forni Avoltri, 11. Januar 2003 - 13. Januar 2003 | 4. Europacup in Forni Avoltri, 11. Januar 2003 - 13. Januar 2003 | 4. Europacup in Forni Avoltri, 11. Januar 2003 - 13. Januar 2003 |
| ---------------------------------------------------------------- | ---------------------------------------------------------------- | ---------------------------------------------------------------- | ---------------------------------------------------------------- | ---------------------------------------------------------------- |
| Datum                                                            | Disziplin                                                        | Erster Platz                                                     | Zweiter Platz                                                    | Dritter Platz                                                    |
| . Januar 2003 (.)                                                | Sprint (10 km)                                                   | Tor Halvor Bjørnstad                                             | Iwan Pesterew                                                    | Klaus Höllrigl                                                   |
| . Januar 2003 (.)                                                | Verfolgung (12,5 km)                                             | Tor Halvor Bjørnstad                                             | Robin Clegg                                                      | Hans Martin Gjedrem                                              |

| 5. Europacup in Ridnaun, 13. Januar 2003 - 16. Januar 2003 | 5. Europacup in Ridnaun, 13. Januar 2003 - 16. Januar 2003 | 5. Europacup in Ridnaun, 13. Januar 2003 - 16. Januar 2003 | 5. Europacup in Ridnaun, 13. Januar 2003 - 16. Januar 2003 | 5. Europacup in Ridnaun, 13. Januar 2003 - 16. Januar 2003 |
| ---------------------------------------------------------- | ---------------------------------------------------------- | ---------------------------------------------------------- | ---------------------------------------------------------- | ---------------------------------------------------------- |
| Datum                                                      | Disziplin                                                  | Erster Platz                                               | Zweiter Platz                                              | Dritter Platz                                              |
| . Januar 2003 (.)                                          | Einzel (20 km)                                             | Holger Schönthier                                          | Lionel Grebot                                              | Fritz Pinter                                               |
| 16. Januar 2003 (Do.)                                      | Sprint (10 km)                                             | Wladimir Beresnew                                          | Holger Schönthier                                          | Tor Halvor Bjørnstad                                       |

| 6. Europacup in Méribel, 6. Februar 2003 - 9. Februar 2003 | 6. Europacup in Méribel, 6. Februar 2003 - 9. Februar 2003 | 6. Europacup in Méribel, 6. Februar 2003 - 9. Februar 2003 | 6. Europacup in Méribel, 6. Februar 2003 - 9. Februar 2003 | 6. Europacup in Méribel, 6. Februar 2003 - 9. Februar 2003 |
| ---------------------------------------------------------- | ---------------------------------------------------------- | ---------------------------------------------------------- | ---------------------------------------------------------- | ---------------------------------------------------------- |
| Datum                                                      | Disziplin                                                  | Erster Platz                                               | Zweiter Platz                                              | Dritter Platz                                              |
| . Februar 2003 (.)                                         | Einzel (20 km)                                             | Matjaž Poklukar                                            | Hans Achorner                                              | Fritz Pinter                                               |
| . Februar 2003 (.)                                         | Sprint (10 km)                                             | Hans-Peter Foidl                                           | Gilles Marguet                                             | Devis Da Canal                                             |

| 7. Europacup in Gurnigel, 12. Februar 2003 - 16. Februar 2003 | 7. Europacup in Gurnigel, 12. Februar 2003 - 16. Februar 2003 | 7. Europacup in Gurnigel, 12. Februar 2003 - 16. Februar 2003 | 7. Europacup in Gurnigel, 12. Februar 2003 - 16. Februar 2003 | 7. Europacup in Gurnigel, 12. Februar 2003 - 16. Februar 2003 |
| ------------------------------------------------------------- | ------------------------------------------------------------- | ------------------------------------------------------------- | ------------------------------------------------------------- | ------------------------------------------------------------- |
| Datum                                                         | Disziplin                                                     | Erster Platz                                                  | Zweiter Platz                                                 | Dritter Platz                                                 |
| . Februar 2003 (.)                                            | Sprint (10 km)                                                | Hans-Peter Foidl                                              | Gaël Poirée                                                   | Fritz Pinter                                                  |
| . Februar 2003 (.)                                            | Verfolgung (12,5 km)                                          | Gaël Poirée                                                   | Hans-Peter Foidl                                              | Fritz Pinter                                                  |

### Gesamtwertung
Nach 17 von 17 Rennen
| Platz | Sportler         | Land       | Punkte |
| ----- | ---------------- | ---------- | ------ |
| 1     | Hans-Peter Foidl | Österreich |        |
| 2     | Fritz Pinter     | Österreich |        |
| 3     | Jon Per Nygård   | Norwegen   |        |